# Cayo Petelio Libón Visolo
Cayo o Gayo Petelio Libón Visolo, tal vez un nieto del decemviro Quinto Petelio Libón Visolo, se distinguió en la temprana historia de legislación de la República romana por dos leyes importantes que propuso. Tito Livio le da el cognomen «Balbus».

## Carrera política
fue cónsul en el año 360 a. C con Marco Fabio Ambusto. Obtuvo una victoria sobre los galos y sobre los habitantes de Tibur y celebró un triunfo sobre estos dos pueblos.
Fue tribuno de la plebe en el año 358 a. C., año en que propuso la primera ley promulgada en Roma contra la corrupción.
Fue cónsul de nuevo en 346 a. C. con Marco Valerio Corvo y fue en este año que los Juegos Seculares se celebraban por segunda vez.
Fue cónsul por tercera vez en 326 a. C. con Lucio Papirio Cursor y dictador trece años después, en el 313 a. C., cuando obtuvo algunas ventajas sobre los samnitas, aunque algunos analistas atribuían el mérito de estas victorias al cónsul Cayo Junio Bubulco Bruto.
Libón fue el proponente de la lex Poetelia Papiria que abolió la esclavitud por deudas. Tito Livio ubica esta ley en el último consulado de Petelio, en 326 a. C., pero Niebuhr piensa que es más probable que la ley se presentara durante su dictadura. Sus conclusiones, que están apoyadas en un pasaje corrupto de Varrón, fueron respaldadas también por Muller.